# Long Hồi
Long Hồi (chữ Hán giản thể: 隆回县, Hán Việt: Long Hồi huyện) là một huyện thuộc địa cấp thị Thiệu Dương, tỉnh Hồ Nam, Cộng hòa Nhân dân Trung Hoa. Huyện này có diện tích 2871 km2, dân số năm 2004 là 1,111 triệu người. Huyện Long Hồi có GDP năm 2004 là 3,548 tỷ nhân dân tệ, mã số bưu chính 4222xx, mã vùng điện thoại 0739, huyện lỵ đóng tại trấn Đào Hồng.

## Hành chính
Huyện Long Hồi được chia ra 10 trấn, 14 hương, 2 hương dân tộc
- 10 trấn: Đào Hồng, Tiểu Sa Giang, Lục Đô Trại, Ti Môn Tiền, Kim Thạch Kiều, Chu Vượng, Hà Hương Kiều, Cao Bình, Than Đầu và Hoành Bản Kiều.
- 14 hương: Thất Giang, Tam Các, Đại Thủy Điền, Thạch Môn, Bắc San, Tây Dương Giang, Dương Cổ Ao, Vũ San, Nham Khẩu, La Hồng, Nam Nhạc Miếu, Hà Điền, Áp Điền và Ma Đường San.
- 2 hương dân tộc: hương dân tộc Dao Hổ Hình, hương dân tộc Hồi San Giới| - x - t - s Hồ Nam, Cộng hòa Nhân dân Trung Hoa | - x - t - s Hồ Nam, Cộng hòa Nhân dân Trung Hoa                                                                                                                        | - x - t - s Hồ Nam, Cộng hòa Nhân dân Trung Hoa         |
| ----------------------------------------------- | --- | ------------------------------------------------------- |
| Lịch sử • Chính trị • Kinh tế                   | |                                                         |
| Trường Sa                                       | Nhạc Lộc • Phù Dung • Thiên Tâm • Khai Phúc • Vọng Thành • Vũ Hoa • Lưu Dương • Trường Sa • Ninh Hương                                                                 | Hồ Nam trong Trung Quốc · Khu thắng cảnh Vũ Lăng Nguyên |
| Chu Châu                                        | Thiên Nguyên • Hà Đường • Lô Tùng • Thạch Phong • Lễ Lăng • Chu Châu • Du • Trà Lăng • Viêm Lăng                                                                       | Hồ Nam trong Trung Quốc · Khu thắng cảnh Vũ Lăng Nguyên |
| Tương Đàm                                       | Nhạc Đường • Vũ Hồ • Tương Hương • Thiều Sơn • Tương Đàm | Hồ Nam trong Trung Quốc · Khu thắng cảnh Vũ Lăng Nguyên |
| Hành Dương                                      | Nhạn Phong • Châu Huy • Thạch Cổ • Chưng Tương • Nam Nhạc • Thường Ninh • Lỗi Dương • Hành Dương • Hành Nam • Hành Sơn • Hành Đông • Kỳ Đông                           | Hồ Nam trong Trung Quốc · Khu thắng cảnh Vũ Lăng Nguyên |
| Nhạc Dương                                      | Nhạc Dương Lâu • Quân Sơn • Vân Khê • Mịch La • Lâm Tương • Nhạc Dương • Hoa Dung • Tương Âm • Bình Giang                                                              | Hồ Nam trong Trung Quốc · Khu thắng cảnh Vũ Lăng Nguyên |
| Thiệu Dương                                     | Song Thanh • Đại Tường • Bắc Tháp • Vũ Cương • Thiệu Đông • Thiệu Dương • Tân Thiệu • Long Hồi • Động Khẩu • Tuy Ninh • Tân Ninh • Thành Bộ                            | Hồ Nam trong Trung Quốc · Khu thắng cảnh Vũ Lăng Nguyên |
| Thường Đức                                      | Vũ Lăng • Đỉnh Thành • Tân Thị • An Hương • Hán Thọ • Lễ • Lâm Lễ • Đào Nguyên • Thạch Môn                                                                             | Hồ Nam trong Trung Quốc · Khu thắng cảnh Vũ Lăng Nguyên |
| Trương Gia Giới                                 | Vĩnh Định • Vũ Lăng Nguyên • Từ Lợi • Tang Thực | Hồ Nam trong Trung Quốc · Khu thắng cảnh Vũ Lăng Nguyên |
| Ích Dương                                       | Hách Sơn • Tư Dương • Nguyên Giang • Nam • Đào Giang • An Hóa | Hồ Nam trong Trung Quốc · Khu thắng cảnh Vũ Lăng Nguyên |
| Sâm Châu                                        | Bắc Hồ • Tô Tiên • Tư Hưng • Quế Dương • Vĩnh Hưng • Nghi Chương • Gia Hòa • Lâm Vũ • Nhữ Thành • Quế Đông • An Nhân                                                   | Hồ Nam trong Trung Quốc · Khu thắng cảnh Vũ Lăng Nguyên |
| Vĩnh Châu                                       | Lãnh Thủy Than • Linh Lăng • Đông An • Đạo • Ninh Viễn • Giang Vĩnh • Lam Sơn • Tân Điền • Song Bài • Kỳ Dương • Giang Hoa                                             | Hồ Nam trong Trung Quốc · Khu thắng cảnh Vũ Lăng Nguyên |
| Hoài Hóa                                        | Hạc Thành • Hồng Giang • Nguyên Lăng • Thần Khê • Tự Phổ • Trung Phương • Hội Đồng • Ma Dương • Tân Hoảng • Chỉ Giang • Tĩnh Châu • Thông Đạo • Khu quản lý Hồng Giang | Hồ Nam trong Trung Quốc · Khu thắng cảnh Vũ Lăng Nguyên |
| Lâu Để                                          | Lâu Tinh • Lãnh Thủy Giang • Liên Nguyên • Song Phong • Tân Hóa | Hồ Nam trong Trung Quốc · Khu thắng cảnh Vũ Lăng Nguyên |
| Tương Tây                                       | Cát Thủ • Lô Khê • Phượng Hoàng • Hoa Viên • Bảo Tĩnh • Cổ Trượng • Vĩnh Thuận • Long Sơn                                                                              | Hồ Nam trong Trung Quốc · Khu thắng cảnh Vũ Lăng Nguyên |
| Xem thêm: Các đơn vị cấp huyện của Hồ Nam       | |                                                         |